# Alocodesmus olivaceus
Alocodesmus olivaceus är en mångfotingart som beskrevs av Kraus 1954. Alocodesmus olivaceus ingår i släktet Alocodesmus och familjen Chelodesmidae. Inga underarter finns listade i Catalogue of Life.